# ليمور سامبيرانو فأري
 ليمور سامبيرانو فأري (Microcebus sambiranensis) هو ليمور فأري مكتشف مؤخرًا، يتواجد فقط في مدغشقر.